# San Pietro Apostolo
San Pietro Apostolo là một đô thị thuộc tỉnh Catanzaro trong vùng Calabria của nước Ý. Đô thị này có diện tích km2, dân số là người. Đô thị này có cự ly 9,5 dặm Anh về phía tây bắc Catanzaro, tỉnh lỵ.
Đô thị này nằm trên một ngọn đồi, San Pietro Apostolo có diện tích 11,51  km², dân số 1925  km² thời điểm năm 2001. Các đô thị giáp ranh là Decollatura, Gimigliano, Miglierina, Serrastretta và Tiriolo. Thị xã lớn nằm gần đô thị này là Nicastro.